# Kruppallee
Die Kruppallee ist eine Straße im Kieler Stadtteil Elmschenhagen.

## Geschichte
Im März des Jahres 1906 kauften sieben Ingenieure und zwei Bürovorsteher der Friedrich Krupp AG/Germaniawerft in Kiel die Koppel Kiefkamp und gründeten die Gesellschaft Villenkolonie Elmschenhagen zum Zwecke der Verwertung des Grundstücks zu Villenbauplätzen. Die Koppel war begrenzt von der Bahnhofstraße (ab 1939 Elmschenhagener Allee) und dem Zufahrtsweg zur Ziegelei. Neu angelegt wurde die Kruppallee, die von der Bahnhofstraße zum damaligen Ziegeleiweg führte. Sie war zunächst ein Privatweg und konnte erst nach jahrelangen Verhandlungen an die Gemeinde abgegeben werden. Im Verlauf der Verhandlungen kam es 1910 zu einer Sperrung der Straße für den allgemeinen Verkehr in Höhe der Kruppallee 3 durch eine Schranke. Seit 1915 ist die Kruppallee eine öffentliche Straße.
An der Kruppallee wurden bis zum Ersten Weltkrieg etliche Villen erbaut. Die Villa Kruppallee wurde im Zweiten Weltkrieg durch Bomben zerstört, Das Bahnhofshotel auf der gegenüberliegenden Seite am Eingang der Kruppallee wurde etwa 1970 abgerissen, ansonsten sind die alten Häuser erhalten. Auf den nicht bebauten Grundstücken wurden nach dem Zweiten Weltkrieg neue Häuser errichtet. Für die Grundstücke auf dem Gebiet der ehemaligen Villenkolonie Elmschenhagen gelten seit der Gründung einschränkende Bestimmungen. Hier der Originaltext eines Grundbuchs:
 „Es darf zu Gunsten der Parzellen 86/45 bis mit 114/45 des Kartenblattes 4 der Gemarkung Elmschenhagen kein anderes Gebäude errichtet werden wie ein Landhaus. Ein solches Haus darf nicht mehr als eine Parterre, eine Etage und ein Dachgeschoß enthalten. Es dürfen nicht mehr als zwei Wohnungen in demselben enthalten sein. Diese Wohnungen dürfen nicht weniger als drei Stuben, Küche und Zubehör enthalten. Es darf auf dem Grundstück nicht mehr als ein solches Haus errichtet werden. Auf dem Grundstück dürfen ferner keine gewerbliche, industrielle und andere Anlagen errichtet werden, welche dem Wesen einer Villenkolonie widersprechen.“ 
So konnte die Bebauung ihren Charakter als Wohnsiedlung über mehr als 100 Jahre bewahren.